# Vrat
Vrat (lat. collum) dio je tijela između glave i trupa. Zbog svojih raznih funkcija vrat čini vrlo složen i ranjiv dio tijela.

## Anatomija ljudskog vrata
Vrat se u ljudi sastoji od sedam vratnih kralježaka i nekoliko mišića. Kroz vrat vode brojne krvne žila, živci, grlo i ždrijelo. Kralježnica omogućava fleksibilnost. Vratni mišići (stražnji, bočni i prednja skupina) omogućuju kretanje glave i vrata. U vratu se nalazi i štitnjača.